# Vila Waltera Steina
Vila Waltera Steina (též Steinova vila nebo vila Marie a Waltera Steinových) je funkcionalistický rodinný dům v Hradci Králové, zbudovaný ve 30. letech 20. století pro ředitele dřevozpracujícího podniku Waltera Steina a jeho rodinu.

## Historie
Autorem architektonického návrhu stavby byl architekt Jan Rejchl a návrh provedl v mnoha různých variantách, od velmi tradičních se sedlovou střechou až po velmi pokrokově funkcionalistické. Nakonec byla zvolna spíše funkcionalistická varianta s plochou střechou, její prosazení na úřadech v prostředí, kde měly všechny okolní objekty šikmé střechy, ale nebylo jednoduché. Stavbu pak realizovala v roce 1932 / 1933 stavební firma V. Nekvasil a R. Schmidt z Hradce Králové.
V roce 1967 došlo k výrazné přestavbě domu: byla zastavěna terasa v přízemí směřující do zahrady, dále byla zastavěna terasa v prvním patře na severozápadním nároží. Další stavební úpravy (např. pozdější přístavba garáží k západnímu průčelí) už tento nový vzhled domu zachovaly. Původní hmotová dispozice vily navržená architektem je tak dnes téměř nerozpoznatelná. Zachoval se ale například vlajkový stožár na střeše – prvek, který nesly mnohé funkcionalistické vily (např. vila Karla a Jaroslavy Cee).
Budova je aktuálně (prosinec 2021) ve vlastnictví státu. Po jistotu dobu (do roku 2017) v objektu sídlil inspektorát České obchodní inspekce. V budově sídlí ředitelství Státního oblastního archivu v Hradci Králové (do 31. 12. 2021 s názvem Státní oblastní archiv v Zámrsku).

## Architektura
Fasáda směrem do zahrady byla navržena jako velmi jednoduchá, s vodorovnými liniemi balkónů – delšího v přízemí a kratšího v prvním patře. Fasáda směrem do ulice měla naopak spíše vertikální charakter, tvořený především kompozicí kvádrových hmot a zdůrazněný vysokým schodišťovým traktem se svislým pásovým oknem vyplněným luxferami.
V jednom z návrhů interiéru domu architekt Rejchl navrhoval vytvořit jednolitý obytný prostor pouze s vymezenými funkčními zónami, ve stylu Le Corbusiera. Na žádost stavebníka byl ale nakonec interiér tradičně rozdělen na jednotlivé místnosti. Hlavním společenským prostorem přízemí byla centrální vstupní hala s navazující jídelnou a terasou, z haly pak vedlo schodiště do prvního patra, obsahujícího soukromé pokoje a ložnice rodiny. Plochá střecha pak byla upravena jako pobytová terasa.

## Galerie

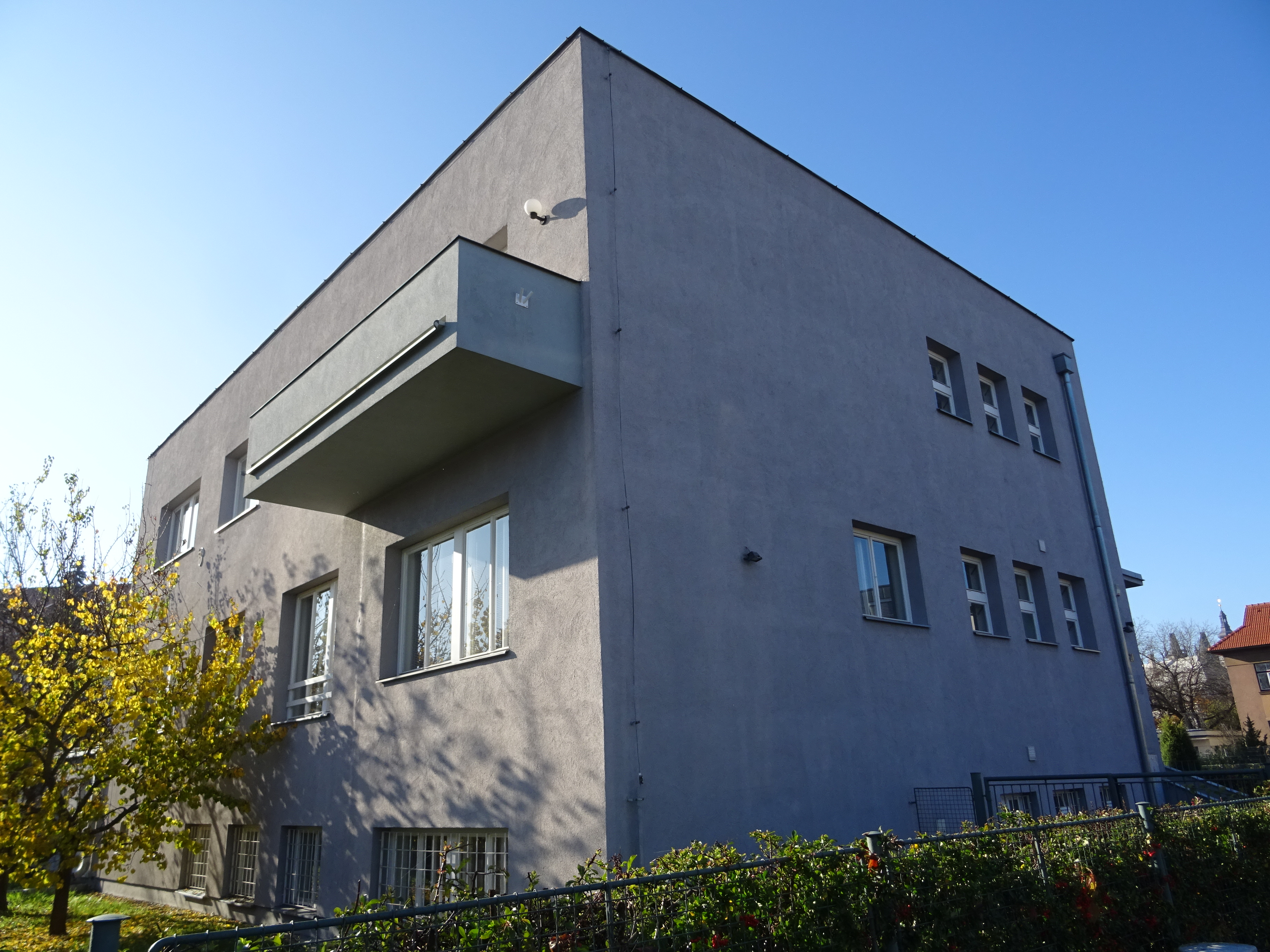
Fasády do zahrady – balkon v patře ponechán, v přízemí zrušen
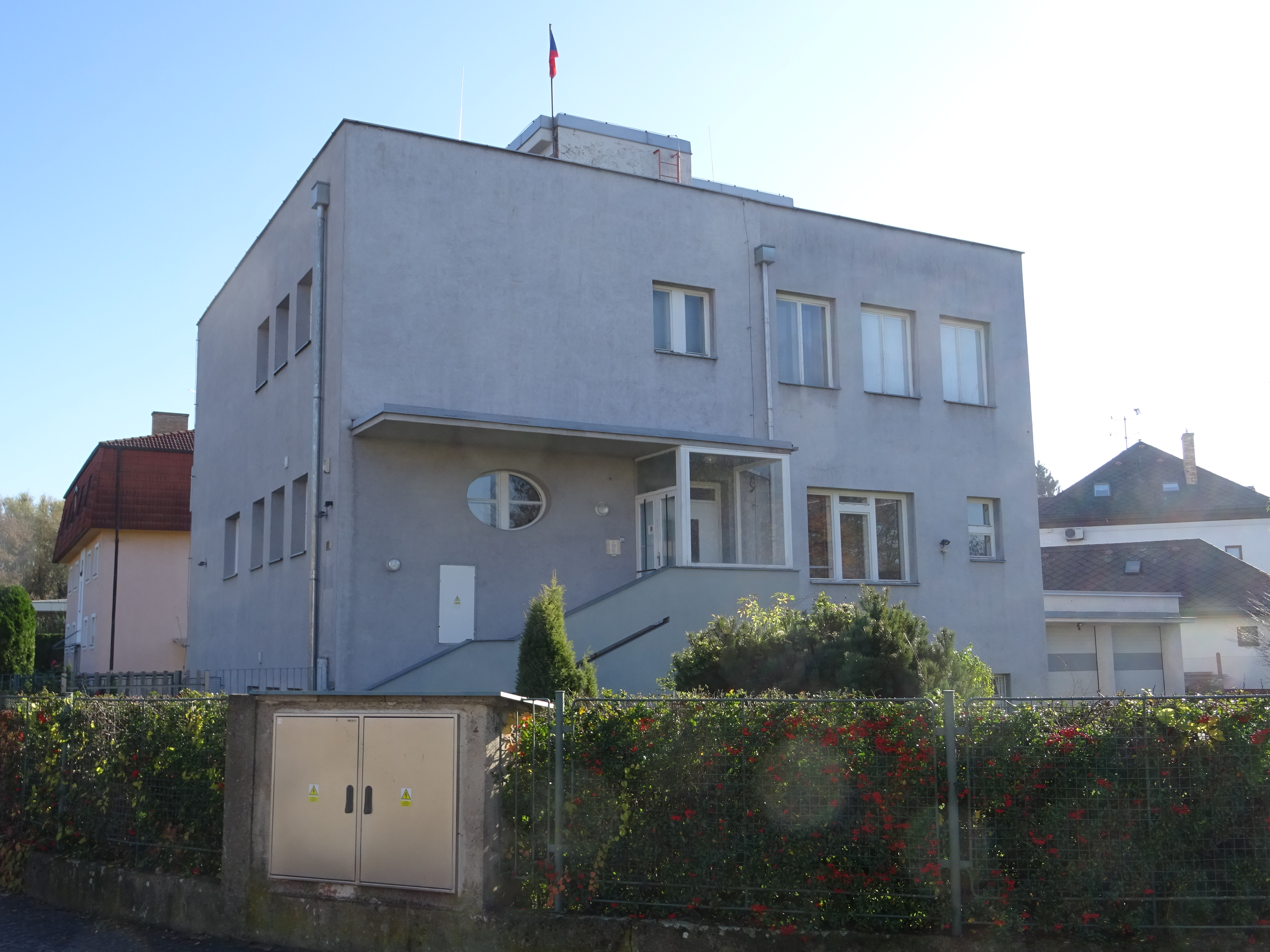
Na střeše viditelný zbytek schodišťového traktu, terasa v patře zastavěna
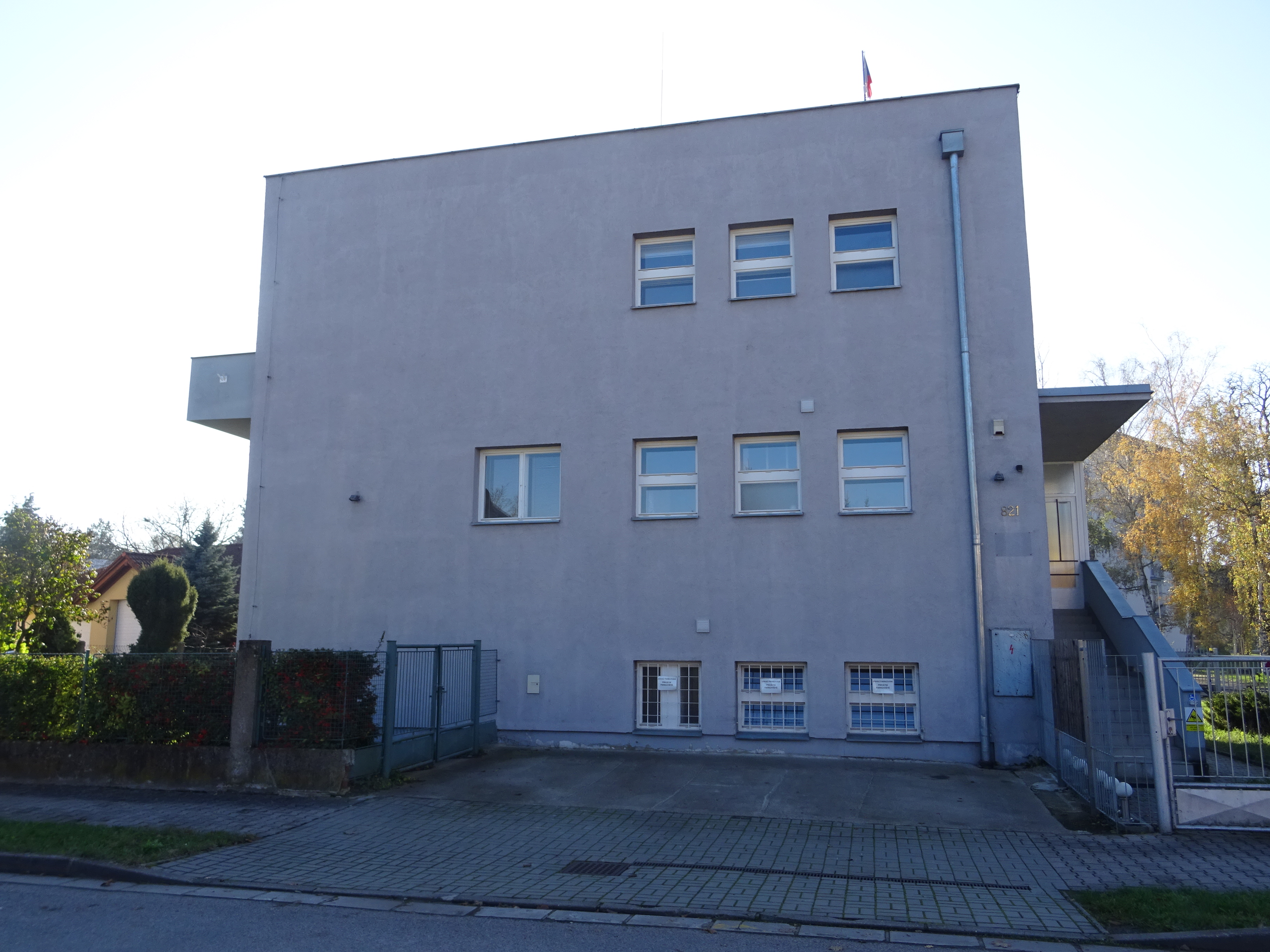
Pohled z Balbínovy ulice